# Friedrich Fissler
Friedrich Fissler (* 6. November 1875 in Pforzheim, Bürger von Wettswil; † 18. Februar 1964 in Zürich) war ein deutschstämmiger Schweizer Architekt und Baubeamter.
Fissler studierte 1895–1899 am Polytechnikum Zürich und arbeitete anschliessend bis 1906 als Architekt bei der königlich württembergischen Domänendirektion in Stuttgart. Ab 1907 war er Zürcher Stadtbaumeister, ein Wahlamt, das er bis zu seinem vom Stadtrat betriebenen Rücktritt 1919 innehatte. Seine Amtszeit fiel in die Periode nach den Stadtumbauten und Erweiterungen der Stadtbaumeister Arnold Geiser und Gustav Gull, in der eine umfassende Bautätigkeit im sozialen Bereich einsetzte, beim Schul- und Waisenhausbau, dem Beginn des kommunalen Wohnungsbaus und des Umbaus der bestehenden Badeanstalten. Nach seinem Rücktritt war Fissler dann freischaffender Architekt – eine Schaffensperiode, aus der kaum Bauten bekannt sind. Er widmete sich aber bauhistorischen Studien und aktuellen baupolitischen Fragen.

## Werke (Auswahl)
- 1908–1909: Städtische Wohnsiedlung Siedlung Limmatstrasse in Zürich
- 1909–1910: Wasser-, Luft- und Sonnenbad Unterer Letten in Zürich
- 1909–1911: Städtisches Waisenhaus Entlisberg in Zürich-Wollishofen, Butzenstrasse 49
- 1909–1911: Städtisches Waisenhaus Sonnenberg in Zürich, Oberer Heuelsteig 15
- 1911: Pavillon beim Schulhaus Kanzlei in Zürich
- 1911: Kreisgebäude 3 in Zürich
- 1911: Tramdepot Hard in Zürich
- 1912: Städtische Wohnsiedlung Siedlung Riedtli in Zürich
- 1912: Schulhaus Hans Asper in Zürich-Wollishofen
- 1918: Schulhaus Sihlfeld in Zürich
- 1919–1920: Städtische Wohnsiedlung Siedlung Sihlfeld in Zürich
- 1930–1931: Schweizerisches Forschungsinstitut für Epilepsie in Zürich

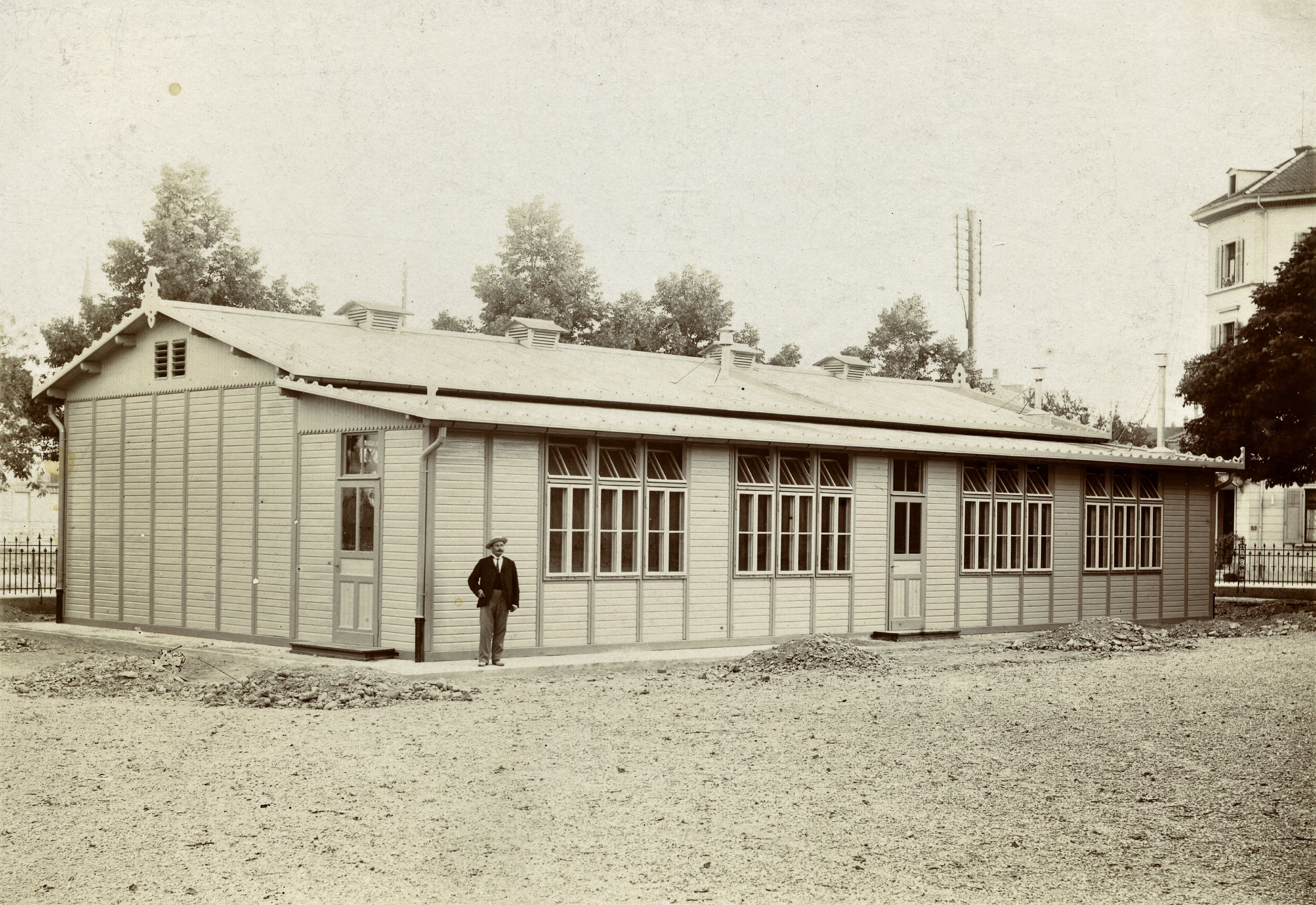
Fissler Pavillon beim Schulhaus Kanzlei in Zürich
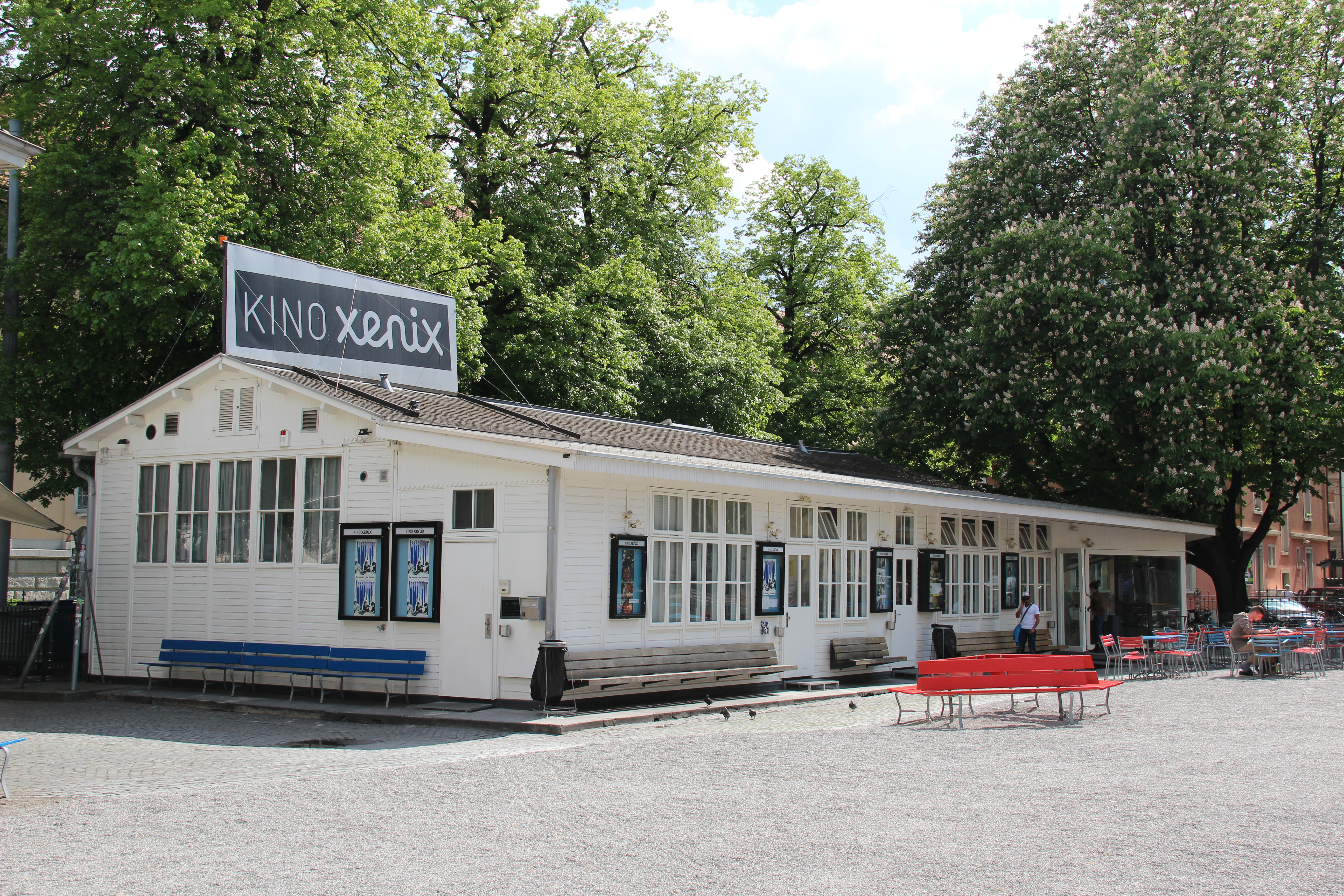
ehem. Fissler Pavillon, heute Kino und Bar Xenix
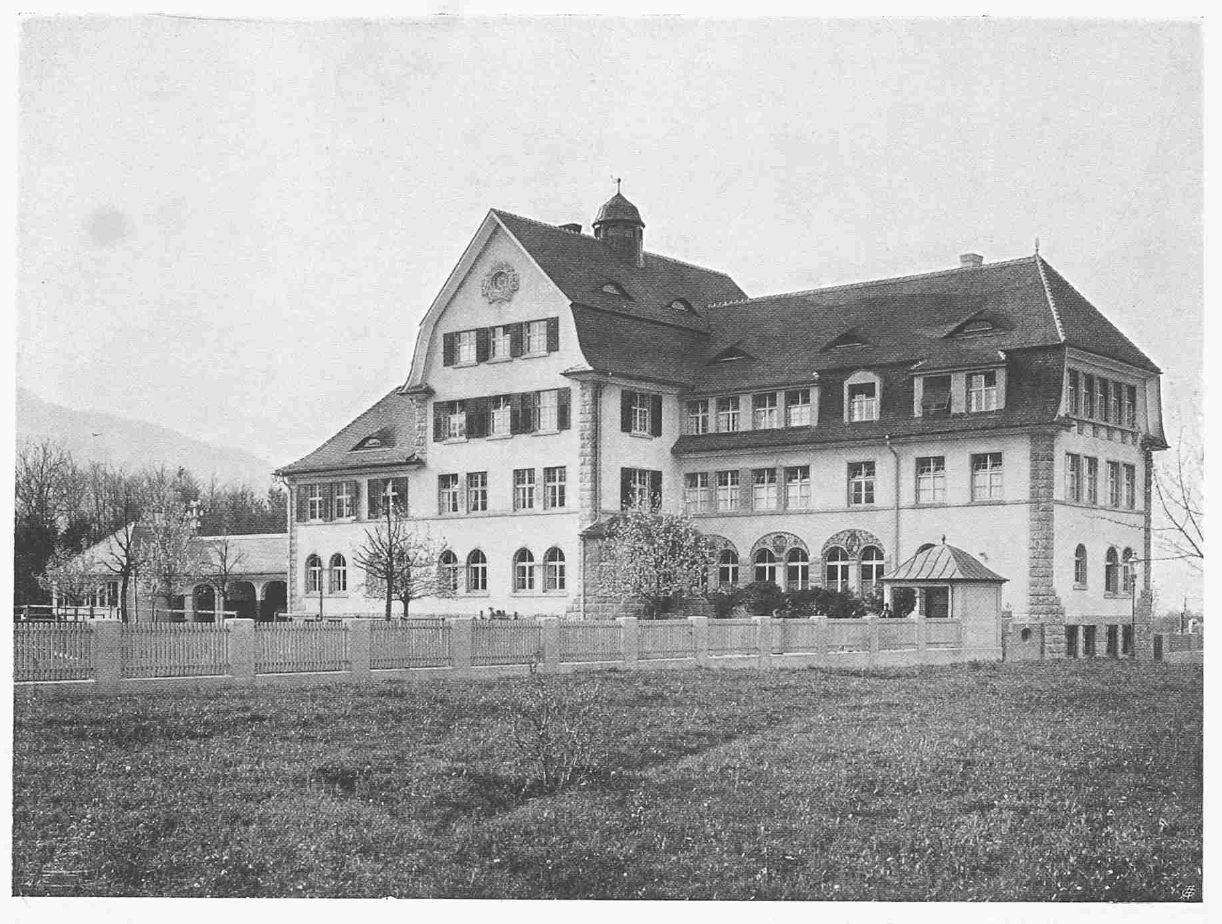
Waisenhaus Entlisberg, nach Süden gerichtete Hauptfassade
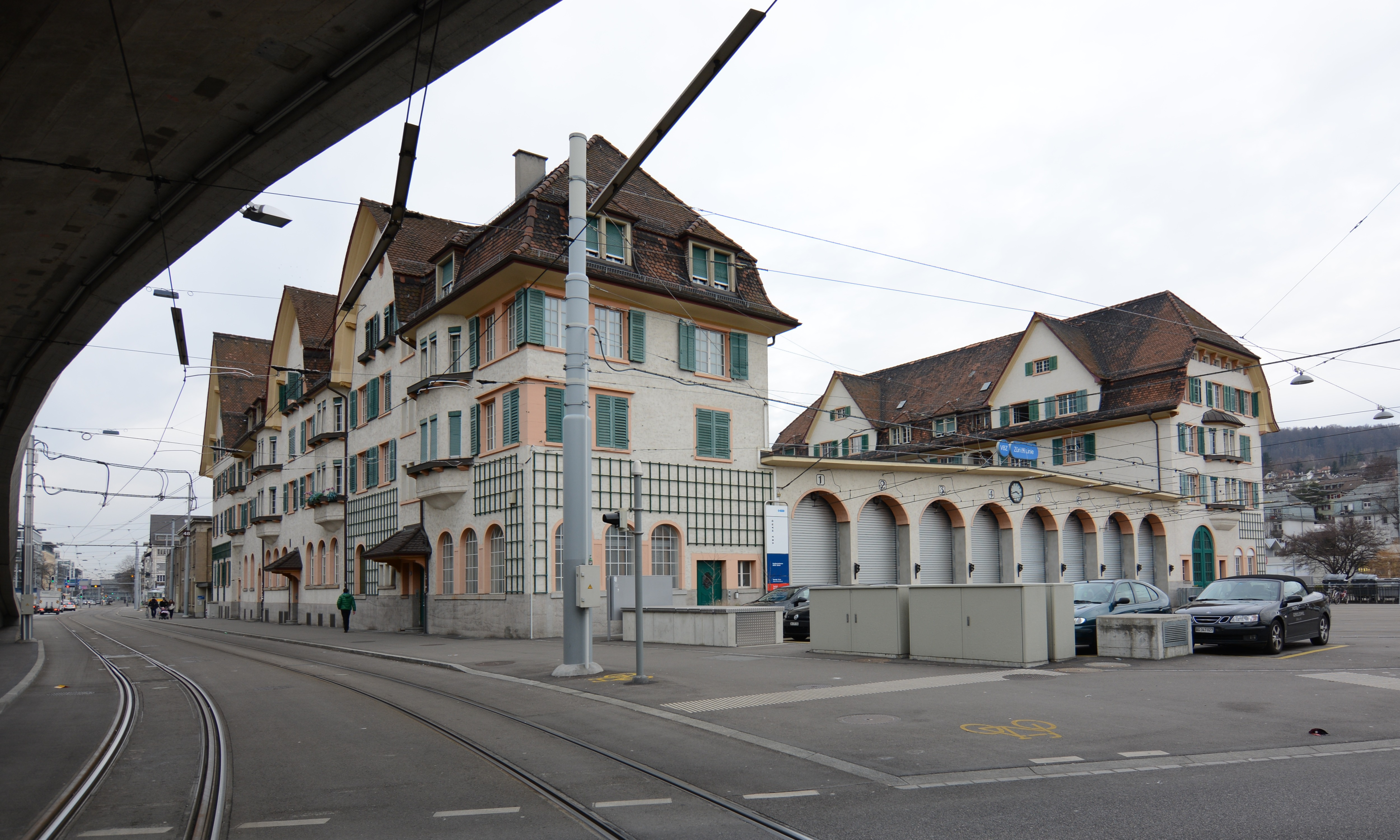
Tramdepot Hard mit städtischen Wohnungen
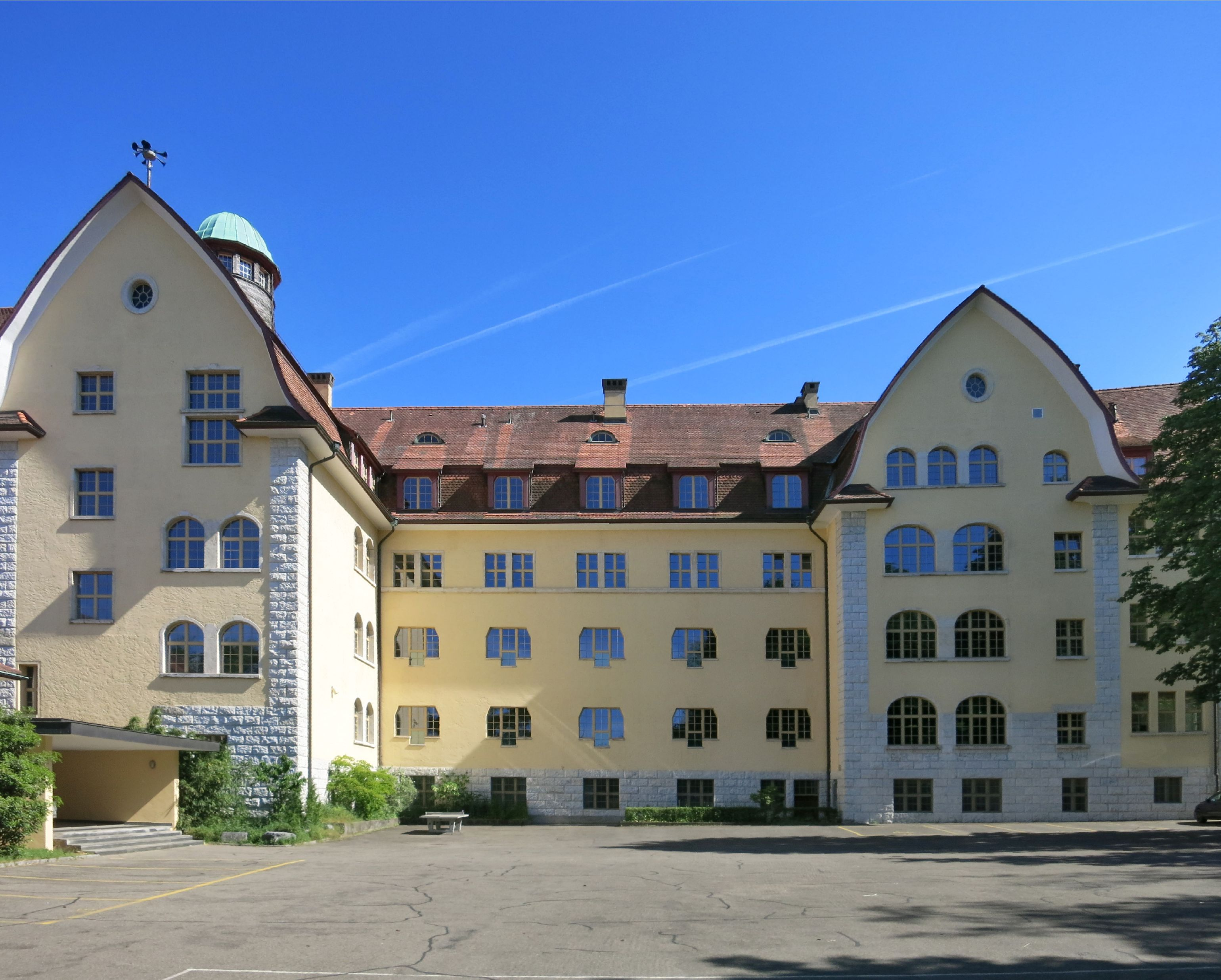
Schulhaus Hans Asper in Wollishofen